# Panje
Les Panje (allemand : Panjepferd) sont un groupe de petits chevaux originaires de Pologne, d'Ukraine et de Russie, caractéristiques par leur rusticité, leur robe et leur modèle de type primitif. Ils servent surtout de chevaux agricoles. Les effectifs diminuent probablement avec la raréfaction des débouchés.

## Histoire
Le nom en allemand, Panjepferd, se traduit par « maître des chevaux » (de panje, « maître » et pferd, « cheval ») ; il s'agit du nom allemand de la race qui est plutôt classiquement nommée « Konik » en polonais. Le guide Delachaux indique pour nom en polonais « Panjeskaya », nom également indiqué par Hendricks (1995 et 2007), mais il pourrait s'agir plutôt d'un nom russe.
Ces chevaux sont issus de croisements du cheptel Konik avec d'autres races, telles que le Pur-sang, l'Arabe, des races warmblood (dont Trakehner), des chevaux de trait (dont belges) et des trotteurs. Ils ont beaucoup servi à la traction durant les deux guerres mondiales. Ils ne constituent pas vraiment une race, mais un regroupement des chevaux écartés de la race Konik par le gouvernement polonais, pour cause de croisements,.

## Description
D'après CAB International (2016), il toise de 1,32 m à 1,42 m. Le guide Delachaux (2016) cite 1,32 m à 1,48 m. Il n'existe pas véritablement de type fixe, bien que le Panje présente de façon générale l'aspect rustique et compact de ses ancêtres Konik. Il appartient au même groupement de races que le Huçul, l'Albanais et les chevaux des Carpathes.
Toutes les couleurs de robe sont théoriquement possibles, mais le Panje exhibe typiquement des marquages primitifs, notamment la raie de mulet et les zébrures aux membres,. Les couleurs les plus fréquentes sont le souris, le gris foncé et par extension les robes avec gène Dun et pangaré.
Ces chevaux sont réputés rustiques et frugaux, dotés d'une bonne fertilité, et d'entretien facile, qualités qui ont été préservées lors des croisements opérés.

## Utilisations

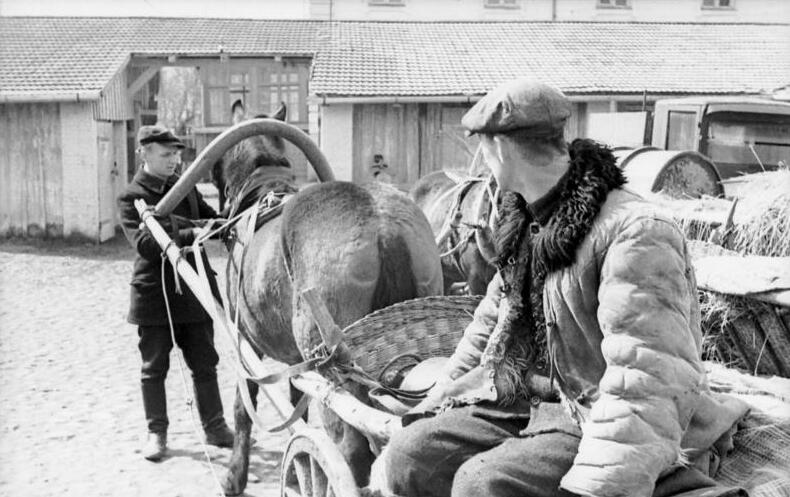
Panje attelé en Russie en 1942.

Le Panje est le type même du cheval agricole à tout faire en Europe de l'Est. Il peut être employé tant à la traction de petits attelages que sous la selle et au bât,.
Ce cheval a été très utile à l'armée allemande durant la Seconde Guerre mondiale sur le front de l'est. Apprécié pour sa rusticité et sa capacité à se déplacer sur les chemins difficiles et boueux de la steppe russe, il était à la base de la logistique allemande sur ce front. 
On estime à près de 12 millions le nombre d'équidés utilisés par la Wehrmacht sur le front de l'est. Les bêtes provenaient des réquisitions massives opérées par les Allemands sur les paysans soviétiques[réf. nécessaire]. 

## Diffusion de l'élevage
Le Panje est présent en Pologne, en Ukraine et en Russie. Hendricks (2007) l'indique comme rare ; d'après l'auteure du guide Delachaux il resterait commun, bien que ses débouchés soient en diminution.
Le Panje ne figure pas dans l'étude des populations équines menée par l'université d'Uppsala, publiée en août 2010 pour la FAO, ni dans la base de données DAD-IS.